# 日野多香子
日野 多香子（ひの たかこ、1937年 - ）は、日本の児童文学作家。

## 略歴
東京生まれ。東京学芸大学卒業。
『風の花ぞの』で1969年度第10回講談社児童文学新人賞佳作。
1977年、『闇と光の中』（理論社）で第10回日本児童文学者協会新人賞受賞。
2017年、児童文化の発展のための長年の功績に対し、児童文化功労賞受賞を受賞。

## 著作
- 『ここに空がある』（国土社、新選創作児童文学) 1979年2月
- 『プラウプトリの海が見える』（小学館、小学館の創作児童文学 9） 1979年8月
- 『紀代美の三社祭り』（国土社、国土社の創作童話シリーズ 1） 1981年3月
- 『オキナワ夏休み』（小野かおる絵、太平出版社、太平けっさく童話、どうわのうみへ 4) 1981年4月
- 『いつかみんなでじゃんけんぽん』（PHP研究所、PHP創作シリーズ） 1981年9月
- 『友情の『二人五脚』 - 盲導犬の育成にとりくんだ塩屋賢一の情熱』（PHP研究所、PHPこころのノンフィクション） 1982年4月
- 『スペースシャトルものがたり - 君も大宇宙から地球をみよう』（銀の鈴社、ジュニア・ノンフィクション 5） 1983年1月
- 『科学万博ものがたり No.1』（銀の鈴社、ジュニア・ノンフィクション） 1983年
- 『樋口一葉ものがたり』（銀の鈴社、ジュニア・ノンフィクション 15） 1984年1月
- 『ほのおに舞うつる』（鬼藤あかねイラスト、小学館、創作児童文学 中学年版 15） 1984年11月
- 『愛の天使をゆめにみて - 女性のための医学校をつくった吉岡弥生』（PHP研究所、PHPこころのノンフィクション  30）1985年1月
- 『幸せをありがとう - 手足をなくしても明るく生きる田原米子』（PHP研究所、PHP愛と感動のノンフィクション 4） 1985年1月
- 『おばあちゃん星みぃつけた』（国土社、国土社の子どもの文学 3） 1985年12月
- 『ぼく、星になって生きるよ』（岩淵慶造絵、実業之日本社、ノンフィクション読物） 1986年9月
- 『水面（みなも）の肖像』（牧野鈴子絵、ほるぷ出版） 1987年7月
- 『ふるさとの山河を歌の心に - 時をこえてうたいつがれる歌の数々・作曲家中山晋平』（PHP研究所、PHPこころのノンフィクション） 1988年2月
- 『ありがとう、盲導犬リチャード』（こさかしげる絵、実業之日本社、ノンフィクション読物 8） 1988年11月
- 『冬よぼくに来い - いちずに美をもとめつづけた高村光太郎』（PHP研究所、PHP愛と希望のノンフィクション） 1989年3月
- 『平塚らいてう - 女性が輝く時代を拓く』（草土文化） 1989年11月
- 『おはよう、ぼくのユングフラウ』（浅野輝雄絵、ほるぷ出版、ほるぷ創作文庫） 1990年3月
- 『こちら野鳥事件そうさ本部』（国土社、国土社の子どもの文学 13） 1990年3月
- 『砂漠に緑の園を -“地球の森”をまもりつづける向後元彦』（PHP研究所、PHP愛と希望のノンフィクション） 1991年11月
- 『ぼくが宇宙(そら)をとんだわけ - 毛利衛と宇宙のこれから』（講談社） 1994年1月
- 『つばさのかけら - 特攻に散った海軍予備学生の青春』（吉田純絵、講談社） 1997年1月
- 『おじいさんのたからもの - たったひとりの〈平和博物館〉ものがたり』（こさかしげる絵、くもん出版、おはなしノンフィクション 6) 1997年8月
- 『七本の焼けイチョウ』（さいとうりな絵、くもん出版、くもんの創作絵本シリーズ） 2001年9月
- 『幸せをはこぶ使者 盲導犬からリタイア犬へ』（岩崎書店、イワサキ・ライブラリー 10） 2001年10月
- 『はじめましてチャンピイ - にっぽんでさいしょのもうどうけん』（福田岩緒絵、チャイルド本社、感動ノンフィクション絵本 3） 2004年6月
- 『あの子はだあれ』（味戸ケイコ絵、岩崎書店、いのちのえほん 16） 2005年2月
- 『今日からは、あなたの盲導犬』（増田勝正絵、岩崎書店、いのちのえほん 20） 2007年10月
- 『リタイア犬ポリーの明日』（福田岩緒絵、佼成出版社、いのちいきいきシリーズ） 2010年12月
- 『羅生門』（早川純子絵、金の星社） 2012年9月
- 『みんなの友だち、ツガルさん』（佼成出版社、はじめてのノンフィクションシリーズ） 2012年12月
- 『だいじな娘を医療ミスで失って - 数々のミスに遭遇した乳癌患者の記録 -』（阿見みどり画、銀の鈴社） 2016年2月
- 『友情の輪 パプアニューギニアの人たちと』（佼成出版社、はじめてのノンフィクションシリーズ） 2017年9月
- 『父とふたりのローマ』（内田新哉絵、銀の鈴社、鈴の音童話） 2018年6月
- 『打順未定、ポジションは駄菓子屋前』（はやみねかおる著、日野多香子イラスト、講談社、青い鳥文庫）  2018年6月